# Raymond Foulché-Delbosc

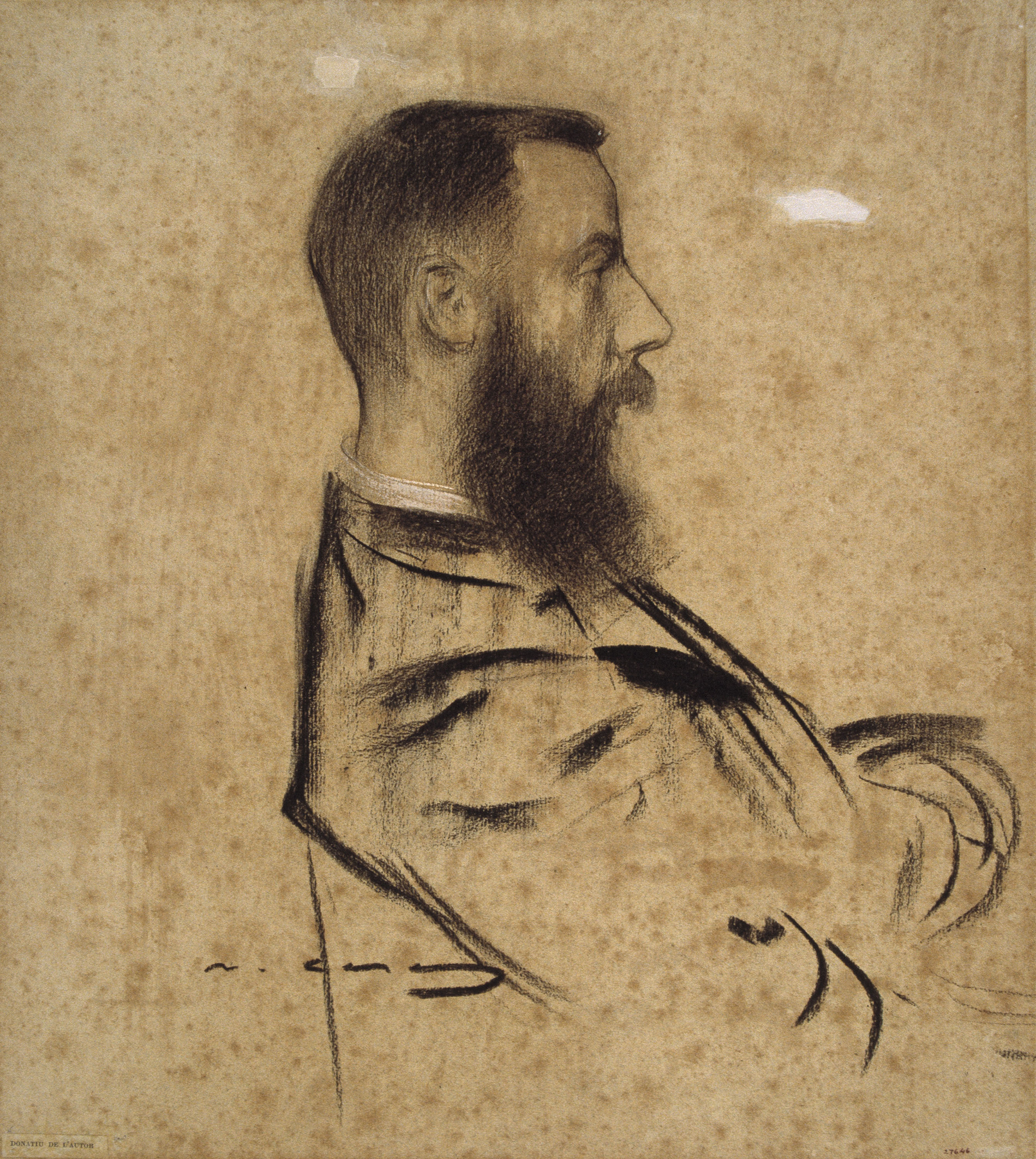
Raymond Foulché-Delbosc, Ramon Casas (MNAC).

Raymond Foulché-Delbosc, född 1864, död 1929, var en fransk romanist, filolog och bibliograf.
Foulché-Delbosc var en av den spanska filologins främsta befordrare genom grundandet av Revue hispanique (1894), genom utgivandet av  ett stort antal fornspanska dikter, La Celestina, Góngoras Obras, La Estrella de Sevilla med flera, samt genom stora bibliografiska arbeten, bland annat Bibliographie hispanique (13 band, 1908–1919).